# Foreverland
Albums de The Divine Comedy
Live at Somerset House
(1995) Loose Canon
(2018)
Singles
1. Catherine the Great
Sortie : 24 juin 2016[3]
2. How Can You Leave Me On My Own
Sortie : 26 août 2016[4]
3. To The Rescue
Sortie : 20 janvier 2017[5]

Foreverland est le onzième album du groupe de pop orchestrale britannique The Divine Comedy, mené par l'auteur-compositeur-interprète nord-irlandais Neil Hannon, sorti en septembre 2016.

## Présentation
L'album se classe dans de nombreux pays européens, sa meilleure place étant 3e au classement des albums irlandais, la semaine du 8 septembre 2016.
Le magazine britannique Mojo le place en 50e position de son palmarès des albums de l'année 2016 (en anglais : Top 50 Albums of 2016) lui attribuant une note de 71/100.
Foreverland a une réception critique largement positive. Grâce aux commentaires recueillis à partir de publications traditionnelles et spécialisées et colléctées par Metacritic, site d'agrégat d'évaluation populaire qui attribue une note normalisée de 100, l'album obtient un score moyen d'approbation globale de 74, basé sur des avis majoritairement favorables.
Une édition Deluxe paraît à la même date. Elle comprend un second disque intitulé In May, issu de la collaboration entre Frank Alva Buecheler (de), écrivain allemand et Neil Hannon, décrit ainsi par ses auteurs :
« In 24 episodes, IN MAY explores the relationship between a dying son - a musician - and his absent father through a series of letters. At times funny, at times deeply moving, at times unbearably sad, at times joyous, but never less than utterly compelling, IN MAY is a powerful celebration of life and provides a unique theatrical experience of the highest order that will live long in the memory of all those who experience it. »
« En 24 épisodes, In May explore la relation entre un fils mourant - un musicien - et son père absent, à travers une série de lettres. Parfois drôle, parfois bouleversant, parfois insupportablement triste, parfois joyeux mais toujours aussi convaincant, In May est une puissante célébration de la vie et offre une expérience théâtrale unique du plus haut niveau qui restera longtemps dans la mémoire de tous ceux qui l'expérimentent. »

## Liste des titres
Toutes les chansons sont écrites et composées par Neil Hannon.
| 1.    | Napoleon Complex                        | 4:45 |
| 2.    | Foreverland                             | 4:01 |
| 3.    | Catherine the Great                     | 3:03 |
| 4.    | Funny Peculiar                          | 2:44 |
| 5.    | The Pact                                | 2:55 |
| 6.    | To the Rescue                           | 5:16 |
| 7.    | How Can You Leave Me on My Own          | 3:31 |
| 8.    | I Joined the Foreign Legion (To Forget) | 3:41 |
| 9.    | My Happy Place                          | 4:10 |
| 10.   | A Desperate Man                         | 2:42 |
| 11.   | Other People                            | 1:35 |
| 12.   | The One Who Loves You                   | 3:20 |
| 41:43 |                                         |      |

### In May
Toutes les paroles sont écrites par Frank Alva Buecheler, toute la musique est composée par Neil Hannon.
| Disque bonus Deluxe edition (Divine Comedy Records Limited, 2 septembre 2016), | Disque bonus Deluxe edition (Divine Comedy Records Limited, 2 septembre 2016), | Disque bonus Deluxe edition (Divine Comedy Records Limited, 2 septembre 2016), | Disque bonus Deluxe edition (Divine Comedy Records Limited, 2 septembre 2016), | Disque bonus Deluxe edition (Divine Comedy Records Limited, 2 septembre 2016), | Disque bonus Deluxe edition (Divine Comedy Records Limited, 2 septembre 2016), | Disque bonus Deluxe edition (Divine Comedy Records Limited, 2 septembre 2016), | Disque bonus Deluxe edition (Divine Comedy Records Limited, 2 septembre 2016), | Disque bonus Deluxe edition (Divine Comedy Records Limited, 2 septembre 2016), | Disque bonus Deluxe edition (Divine Comedy Records Limited, 2 septembre 2016), |
| No                                                                             | Titre                                                                          | Durée                                                                          |                                                                                |                                                                                |                                                                                |                                                                                |                                                                                |                                                                                |                                                                                |
| ------------------------------------------------------------------------------ | ------------------------------------------------------------------------------ | ------------------------------------------------------------------------------ | ------------------------------------------------------------------------------ | ------------------------------------------------------------------------------ | ------------------------------------------------------------------------------ | ------------------------------------------------------------------------------ | ------------------------------------------------------------------------------ | ------------------------------------------------------------------------------ | ------------------------------------------------------------------------------ |
| 1.                                                                             | 6th of December                                                                | 3:54                                                                           |                                                                                |                                                                                |                                                                                |                                                                                |                                                                                |                                                                                |                                                                                |
| 2.                                                                             | 11th of December                                                               | 4:19                                                                           |                                                                                |                                                                                |                                                                                |                                                                                |                                                                                |                                                                                |                                                                                |
| 3.                                                                             | 13th of December                                                               | 2:39                                                                           |                                                                                |                                                                                |                                                                                |                                                                                |                                                                                |                                                                                |                                                                                |
| 4.                                                                             | 23rd of December                                                               | 3:02                                                                           |                                                                                |                                                                                |                                                                                |                                                                                |                                                                                |                                                                                |                                                                                |
| 5.                                                                             | 3rd of January                                                                 | 4:13                                                                           |                                                                                |                                                                                |                                                                                |                                                                                |                                                                                |                                                                                |                                                                                |
| 6.                                                                             | 13th of January                                                                | 1:43                                                                           |                                                                                |                                                                                |                                                                                |                                                                                |                                                                                |                                                                                |                                                                                |
| 7.                                                                             | 15th of January                                                                | 2:01                                                                           |                                                                                |                                                                                |                                                                                |                                                                                |                                                                                |                                                                                |                                                                                |
| 8.                                                                             | 30th of January                                                                | 3:36                                                                           |                                                                                |                                                                                |                                                                                |                                                                                |                                                                                |                                                                                |                                                                                |
| 9.                                                                             | 7th of February                                                                | 2:15                                                                           |                                                                                |                                                                                |                                                                                |                                                                                |                                                                                |                                                                                |                                                                                |
| 10.                                                                            | 22nd of February                                                               | 3:51                                                                           |                                                                                |                                                                                |                                                                                |                                                                                |                                                                                |                                                                                |                                                                                |
| 11.                                                                            | 8th of March                                                                   | 3:12                                                                           |                                                                                |                                                                                |                                                                                |                                                                                |                                                                                |                                                                                |                                                                                |
| 12.                                                                            | 27th of March                                                                  | 1:09                                                                           |                                                                                |                                                                                |                                                                                |                                                                                |                                                                                |                                                                                |                                                                                |
| 13.                                                                            | 4th of April                                                                   | 3:35                                                                           |                                                                                |                                                                                |                                                                                |                                                                                |                                                                                |                                                                                |                                                                                |
| 14.                                                                            | 4th of April (Midnight)                                                        | 2:36                                                                           |                                                                                |                                                                                |                                                                                |                                                                                |                                                                                |                                                                                |                                                                                |
| 15.                                                                            | 3rd of May                                                                     | 4:18                                                                           |                                                                                |                                                                                |                                                                                |                                                                                |                                                                                |                                                                                |                                                                                |
| 16.                                                                            | 10th of May                                                                    | 2:20                                                                           |                                                                                |                                                                                |                                                                                |                                                                                |                                                                                |                                                                                |                                                                                |
| 17.                                                                            | 21st of May                                                                    | 3:14                                                                           |                                                                                |                                                                                |                                                                                |                                                                                |                                                                                |                                                                                |                                                                                |
| 18.                                                                            | 28th of May                                                                    | 1:09                                                                           |                                                                                |                                                                                |                                                                                |                                                                                |                                                                                |                                                                                |                                                                                |
| 19.                                                                            | 31st of May                                                                    | 3:22                                                                           |                                                                                |                                                                                |                                                                                |                                                                                |                                                                                |                                                                                |                                                                                |
| 56:28                                                                          |                                                                                |                                                                                |                                                                                |                                                                                |                                                                                |                                                                                |                                                                                |                                                                                |                                                                                |

## Crédits
| - Neil Hannon : guitare électrique et acoustique, basse, claviers, batterie, percussions, piano, mandoline, banjo, cithare, chant (frontman), chœurs - Simon Little : basse, chœurs - Rob Farrer : percussions - Tim Weller : batterie - Andrew Skeet : piano - Celine Saout : harpe - Billy Cooper, John Ryan, Mark Templeton, Matthew Gunner, Richard Edwards, Richard Watkins, Sebastian Philpott, Trevor Mires : cuivres - Eliza Marshall, Martin Robertson, Richard Skinner, Rosie Jenkins : bois - Adrian Smith, Alison Dods, Bruce White, Emma Owens, Everton Nelson, Frank Schaefer, Gillon Cameron, Ian Burdge, Ian Humphries, Lucy Wilkins, Matthew Ward, Patrick Kiernan, Peter Hanson, Reiad Chibah, Richard George, Richard Pryce, Rick Koster, Simon Baggs, Steve Morris, Tom Pigott-Smith, Warren Zielinski : cordes | - Production, composition, arrangements, enregistrement : Neil Hannon - Producteur délégué : Natalie De Pace - Direction, orchestration (additionnelle) : Andrew Skeet - Orchestration (additionnelle, assistant) : Nathan Klein - Enregistrement, Mixage : Jake Jackson, Fiona Cruickshank, John Prestage - Mastering : Ray Staff - Ingénierie (assistants) : Fiona Cruickshank, John Prestage, Michele G. Catri - Artwork, design : Matthew Cooper - Artwork : Luna Picoli-Truffaut - Photographie : Raphael Neal |